# Beaumont (Puy-de-Dôme)
Beaumont é uma comuna francesa na região administrativa de Auvérnia-Ródano-Alpes, no departamento de Puy-de-Dôme. Estende-se por uma área de 4,01 km². Em 2010 a comuna tinha 11 024 habitantes (densidade: 2 749,1 hab./km²).